# يونيس تشيبتشي تشومبا
يونيس تشيبتشي تشومبا هي عداءة بحرينية كينية الأصل، من مواليد 23 أيار\مايو 1993. تختص يونيس بسباقات المسافات الطويلة وسباقات الضاحية. مثّلت البحرين بعد أن انتقلت إليها من كينيا في العديد من الفعاليات الرياضية الدولية كالألعاب الآسيوية وبطولات الألعاب الرياضية الآسيوية والبطولة الآسيوية للضاحية. وهي مصنّفة حاليًا في المرتبة 13 على قائمة أفضل العدائين في تاريخ نصف الماراثون بزمن قياسي قدره 1:06:11 والذي حققته في 17 سبتمبر 2017 في ماراثون هافن كوبنهاجن.

## نشأتها
ولدت يونيس تشومبا ونشأت في كينيا قبل الانتقال إلى البحرين في عام 2014. حصلت يونيس على أول ميدالية ذهبية لألعاب القوى في المنامة في بطولة آسيا لسباق الضاحية عام 2016 وحصلت على الميدالية الذهبية في ماراثون هاف كوبنهاجن 2017 مسجلة رقماً قياسياً جديداً في مسابقة السيدات حيث أنهت السباق بزمن قياسي قدره 1:06:11. كما سجّلت رقمًا قياسيًا جديدًا في ماراثون بيروت للسيدات عام 2017 حيث سجلت رقماً قياسياً قدره 2:28:43 وحصلت في النهاية على ميدالية ذهبية في هذا الحدث.
حصلت يونيس شومبا على أول ميدالية لها في دورة الألعاب الآسيوية، (الفئة الفضية).

## وصلات خارجية
- يونيس تشيبتشي تشومبا على موقع الاتحاد الدولي لألعاب القوى (الإنجليزية)
- يونيس تشيبتشي تشومبا على موقع اللجنة الأولمبية الدولية (الإنجليزية)
- يونيس تشيبتشي تشومبا على موقع أوليمبيديا (الإنجليزية)

- نبذة عن يونيس تشيبتشي تشومبا  على موقع الاتحاد الدولي لألعاب القوى